# Club Atlético Basáñez
Maillots
Dernière mise à jour : 3 février 2012.
Le Club Atlético Basáñez est un club uruguayen de football basé à Montevideo.

## Historique
- 1920 : fondation du club.
- 1930 : Au début des années 30, le club a été exclu de la ligue uruguayenne de football pour 800 ans après que l'un de ses joueurs se soit battu avec un dirigeant du Club Atlético Peñarol et membre de la ligue. Cet épisode a fait l'objet d'une chanson des Villanos de García en 2014.

## Palmarès
- Championnat d'Uruguay de deuxième division
  - Champion : 1993

## Anciens joueurs
- Juan Antonio González
- Richard Morales
- Walter Pandiani